# Sabulodes mimallonata
Sabulodes mimallonata är en fjärilsart som beskrevs av Charles Oberthür 1911. Sabulodes mimallonata ingår i släktet Sabulodes och familjen mätare. Inga underarter finns listade.